# Beate Jochimsen
Beate Jochimsen (* 1969 in Berlin) ist eine deutsche Volkswirtin und Hochschullehrerin.

## Leben und Wirken
Jochimsen studierte Volkswirtschaftslehre, Philosophie und Geschichte an der Universität Heidelberg und an der Universität zu Köln (Diplom) sowie European Studies an der London School of Economics and Political Science (MSc econ). Sie promovierte an der Technischen Universität Berlin.
Von 2000 bis 2001 leitete sie das Senatorenbüro des Berliner Finanzsenators, ging anschließend in die Wissenschaft zurück und arbeitete als wissenschaftliche Assistentin an der Freien Universität Berlin sowie als assoziierte Mitarbeiterin im Wissenschaftszentrum Berlin für Sozialforschung (WZB).
Im Jahr 2010 wurde sie an der Freien Universität Berlin habilitiert. Sie ist Professorin für allgemeine Volkswirtschaftslehre, insbesondere Finanzwissenschaft, an der Hochschule für Wirtschaft und Recht Berlin.

## Forschungs- und Arbeitsschwerpunkte
Die Forschungsschwerpunkte von Jochimsen liegen in den Bereichen Politische Ökonomie, Fiskalischer Föderalismus, Finanzausgleich, nachhaltige Entwicklung von öffentlichen Haushalten, Aufbau und Organisation von Institutionen/Bürokratien, Steuerschätzung und Gesundheitsökonomie.

## Mitgliedschaften und Mandate
- Mitglied im Sachverständigenrat zur Begutachtung der Entwicklung im Gesundheitswesen[3]
- Mitglied der Kommission unabhängiger Mitglieder zur Anpassung des Entgeltsatzes gem. §4 Abs. 2 BbgVergG[4]
- DIW Fellow
- FiFo Policy-Fellow

## Publikationen (Auswahl)
- mit Robert Lehmann: On the political economy of national tax revenue forecasts. Evidence from OECD countries. In: Public Choice, Vol. 170, p. 211–230, 2017, DOI:10.1007/s11127-016-0391-y.
- Wohlstand messen. In: Aus Politik und Zeitgeschichte, 62. Jg., 27–28, 2. Juli 2012, 19–23, 2012
- Federalism in Germany, Italy, and the European Union – History, Characteristics, and Perspective. In: Journal of Business and Ethics, Vol 6 (1), 145–154 2018, DOI:10.2478/jome-2018-0034.
- mit Christian Raffer: Herausforderungen bei der Messung von Wohlfahrt. In: Zeitschrift für Wirtschaftspolitik, Band 67, Heft 1, S. 63–100, 2018
- Gesundheitswesen: Mutig(er) voranschreiten. In: Wirtschaftsdienst 100, Heft 2, S. 83, 2020